# Bagsværd Sogn
Bagsværd Sogn er et sogn i Gladsaxe-Herlev Provsti (Helsingør Stift). Sognet ligger i Gladsaxe Kommune (Region Hovedstaden). Indtil Kommunalreformen i 2007 lå det i Gladsaxe Kommune (Københavns Amt), og indtil Kommunalreformen i 1970 lå det i Sokkelund Herred (Københavns Amt). I Bagsværd Sogn ligger Bagsværd Kirke.
Bagsværd sogn består bl.a. af bydelene Bagsværd og Værebroparken. Her er flere grønne områder, bl.a. ligger Bagsværd Sø, Hareskoven, samt Smør- og Fedtmosen delvist i sognet. Der er ikke mange af de helt gamle bygningsværker i sognet der er blevet bevaret, men nogle der er værd at nævne, er Aldershvile, Haraldsgave samt Svenske Vold ved Store Hareskov. Her er de to S-togs-stationer, Bagsværd Station og Skovbrynet Station, samt de fire grundskoler / folkeskoler Bagsværd Skole, Skovbrynet Skole, Bagsværd Friskole samt Bagsværd Kostskole.
Bagsværd sogn oprettedes i 1950, en midlertidig kirkebygning fandtes dog længe forinden i Bagsværd.